# Channa melasoma
Channa melasoma е вид бодлоперка от семейство Channidae. Видът не е застрашен от изчезване.

## Разпространение
Разпространен е в Индонезия (Калимантан и Суматра), Малайзия (Западна Малайзия и Саравак), Сингапур, Тайланд и Филипини.

## Описание
На дължина достигат до 30 cm.